# Heinrich Steger

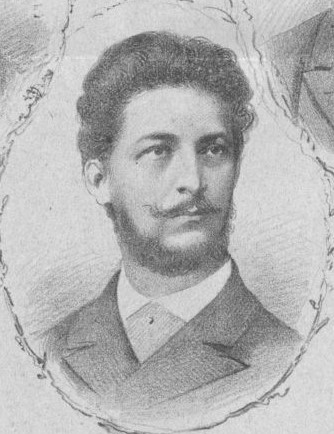
Heinrich Steger als junger Anwalt in der Zeitschrift Der Humorist (1885)

Heinrich Steger (geboren 14. November 1854 in Wien, Kaisertum Österreich; gestorben 7. Dezember 1929 in Wien) war ein österreichischer Rechtsanwalt.

## Leben
Heinrich Steger war ein Sohn eines jüdischen Kaufmanns in Wien, sein jüngerer Bruder Emil Steger (1856–1929) wurde Opernsänger. Steger besuchte das Akademische Gymnasium und studierte ab 1872 Jura an der Wiener Universität und wurde 1877 promoviert. Er heiratete 1878 Jeanette Mandl. Ab 1883 war Steger Hof- und Gerichtsadvokat und arbeitete ab 1899 in Kanzleigemeinschaft mit seinem Schwiegersohn Alexander Hirsch. 
Steger war für seine theatralischen Plädoyers bekannt und übernahm öffentlichkeitswirksame Mandate. So sorgte er nach dem Ringtheaterbrand für den Freispruch des Beleuchters. 1900 verteidigte er den Schriftsteller Karl Michael von Levetzow in einem Prozess wegen Homophilie, 1901 den wegen Erbschleicherei angeklagten Bankier Albert Vogl. Er trat 1905 als Opferanwalt im Prozess gegen den Päderasten Theodor Beer auf, eines der Opfer Beers war ein Sohn Stegers. Karl Kraus kritisierte seinen Auftritt. 1919 wurde gegen Steger ein Disziplinarverfahren der Rechtsanwaltskammer eröffnet, da er gegen während des Ersten Weltkriegs als Militärrichter eingezogene Anwaltskollegen den Vorwurf erhoben hatte, Urteile auf Befehl gefällt zu haben. Im Jahr 1927 verhinderte Steger einen Schuldspruch der Ehefrau des Opernsängers Trajan Grosavescu, die diesen getötet hatte.
Steger schrieb auch Musikrezensionen und war seit 1897 Obmann in der Gesellschaft der Musikfreunde in Wien.
Steger war Mitbesitzer der Wien-Jedlesee Margarin-Werke. 

## Schriften (Auswahl)
- Vertheidigungs-Rede im Schwurgerichts-Processe Albert Vogl : gehalten am 12. Juli 1901. Wien : Perles, 1901
- Die Verteidigung im österreichischen Strafverfahren : fünf Skizzen. Wien : Perles, 1926
- Verteidigungsrede im Prozesse gegen Frau Nelly Grosavescu wegen Verbrechens des Gattenmordes : geh. am 25.6.1927 vor dem Wiener Schwurgerichtshofe. Wien : Perles, 1927